# Sân bay quốc tế Port Hedland
Sân bay quốc tế Port Hedland (IATA: PHE, ICAO: YPPD) là một sân bay phục vụ Port Hedland, Western Australia. Sân bay có khoảng cách 5 hải lý (9,3 km; 5,8 mi) về phía đông nam của Port Hedland và 11 km (6,8 mi) từ Nam Hedland và được sở hữu bởi Hội đồng Thành phố Port Hedland. Nó là một sân bay quan trọng cho hành khách những người làm việc trong ngành công nghiệp khai thác mỏ đang phát triển.
Sân bay này đang trải qua thời kỳ nâng cấp. Giai đoạn một của công trình bao gồm phần mở rộng của một đường lăn hiện có và lắp đặt hệ thống chiếu sáng mới, xây dựng một đường lăn mới, mở rộng các nút giao thông đường lăn và các phần mở rộng của khu vực đến và khởi hành trong nước và quốc tế. Thời gian hoàn thành dự kiến vào cuối tháng 7 năm 2011. 